# Aleksándrovka (Yeisk, Krasnodar)
Aleksándrovka (del ruso: Алекса́ндровка) es un selo del raión de Yeisk del krai de Krasnodar, en Rusia. Está situado en las tierras bajas de Kubán-Azov, en la costa norte de la península de Yeisk, a orillas del limán Yeiski del mar de Azov, 10 km al sureste de Yeisk y 184 km al noroeste de Krasnodar, la capital del krai. Tenía 2 331 habitantes en 2010.
Es cabeza del municipio Aleksándrovskoye, al que pertenecen asimismo Zeliónaya Roshcha, Sadovi, Stepnói, Yasnopolski y Rasvet.

## Historia
La localidad fue fundada como colonia Aleksándrovskaya en 1860 por colonos de la Gubernia de Táurida. Hasta 1920 formaba parte del otdel de Yeisk del óblast de Kubán.

## Transporte
Cuenta con una estación (Aleksándrovski) en la línea Starominskaya-Yeisk.